# Kafar Daryan
Kafar Daryan (arabisch كفر دريان, DMG Kafr Daryān; auch Kfar Drian oder Kafr Dariyan geschrieben) ist ein Dorf in Syrien, das administrativ zum Gouvernement Idlib gehört. Es liegt an den Nordhängen des Harim-Gebirges. Zu den nahe gelegenen Orten gehören Sarmada im Osten, Killi im Süden, Qurqania im Südwesten und Barisha im Westen. Nach Angaben des Syria Central Bureau of Statistics (CBS) hatte Kafar Daryan im Jahr 2004 eine Bevölkerung von 3580.